# Route nationale 852
Die Route nationale 852, kurz N 852 oder RN 852, war eine französische Nationalstraße auf Korsika, die von 1933 bis 1973 von Petreto-Bicchisano zur Route forestière 4 in Zonza verlief. Ihre Länge betrug 42 Kilometer.